# Rocca de’ Baldi
Rocca de’ Baldi – miejscowość i gmina we Włoszech, w regionie Piemont, w prowincji Cuneo.
Według danych na rok 2004 gminę zamieszkiwało 1616 osób, 62,2 os./km².